# 去哪儿网
去哪儿网于2005年5月上线，公司总部位于北京市。“去哪儿网”提供旅游搜索比较服务，及酒店（中国国内，国际）销售，机票（中国国内，国际）预订服务。现在“去哪儿网”包含有：酒店，机票，团购，度假，火车票，攻略，旅图，度假等几大频道。

## 历史
2005年5月，去哪儿网上線。
2011年6月24日，去哪儿网获得中文搜索提供商百度战略投资3.06亿美元，百度成为去哪儿网第一大机构股东。
2013年11月1日，去哪儿网在纳斯达克上市(QUNR)股票交易所成功挂牌上市，当天股价收盘暴涨逾89%。
2014年12月8日，去哪儿网与总部位于德国柏林的专业用车服务平台Blacklane合作，联手推出针对中国出境旅游用户的租车服务。该服务将涉及50多个国家及地区的众多旅游热门城市，可通过去哪儿旅行APP预订。
2015年10月26日，去哪儿网被携程网并购。
2015年12月起，中国国际航空公司、东方航空、南方航空、海南航空、天津航空、首都航空、重庆航空、祥鹏航空等多家航空公司宣布与去哪儿网终止合作。天津航空的理由書是聲明該網站多起出現虛構退改簽費用、擅自加價機票、航班變動未通知客戶等亂象，為保障消費者所以終止合作。
2016年10月19日，中國私募股權基金Ocean Imagination以約44.4億美元私有化去哪兒網。

## 爭議事件

### 假訂房事件
央視2018年8月的專題報導顯示，去哪儿网在訂房時採用隱晦非法手段，給消費者帶來很大不便和法律風險。案例中一位張先生於春節期間預定澳門旅行總價約15000人民幣，要預付全款且不得取消。然而到達澳門喜來登酒店後卻展開一場奇遇記。
首先是酒店櫃台不斷告知沒有他的預定，並索要九位數訂單號，張先生打去哪儿投訴電話後被要求加一個私人微信號，之後該微信不斷告知一個莫名其妙的八位數號碼，張先生一再被櫃台拒絕折騰達四五小時，還被要求要說是「朋友代為訂房」，後來該客服要求將電話直接拿給櫃檯人員，兩人在電話中吵架20多分鐘後，張先生獲得入住。然而半夜卻突然被告知隔日必須退房，其大為惱怒但私人微信中人員告知會幫他安排，隔日退房前突然出現一個澳門人士敲門為其送來一張房卡，但房型與他預訂完全不同不是兩間豪華套間，而是要求他全家擠在一個陽春單間，張詢問該人發現他不是旅行社、酒店、去哪兒的任何人員，只是路邊被突然找來請託跑腿的路人。
張在陽春單間擠一晚後又被要求退房，並告知第三日房間被無理由取消，導致其後面行程全毀敗興而歸，後續撥打客服電話投訴，沒想到居然被客服人員謾罵，告知是其「洩漏了秘密拿房間渠道」導致第三晚被取消，還好張有全程錄音，之後展開七個月的投訴鬥爭但都是石沉大海得到不理不睬的拖延處理，無奈下開始找媒體爆料，此時突然才出現一位自稱網站高層者用嚴厲口氣表示公司最底限就賠償第三天房費六千元，無奈下張整理全部資料向央視爆料，直到央視記者介入後前往去哪儿网北京總公司採訪才遇到其兩位公關部主任，兩人表示要一周準備採訪，沒想到之後兩人也失聯手機斷號。
但澳門喜來登卻有一回覆聲明，其中明白表示去哪儿這幾年採用「隱晦手段」獲得房間，導致消費者糾紛，建議與其他合法合作夥伴或酒店官網預定，暗指去哪儿並非其合作夥伴。
業界律師和內行人士的專訪表示，一些酒店與附近的娛樂場(賭場、舞廳、奢豪會所)常有協定預留一些房間，當晚如果出現消費額巨大的豪客或是老VIP臨時醉酒或其他原因要留住時，由場所招待入住這些房間，給予客人一種服務周到的感覺。但這些臨時性需求不一定常出現自然有許多房平日空置，此時會有些內部人士透過手段將其轉賣，去哪儿拿到的應該就是這些轉賣房。律師表示這種房間法律風險大，櫃台登記的一定不是你的名字，這導致你在房中要是出了意外後續扯不清責任，代訂掮客也可以隨時掛失房卡取新卡在半夜潛入你的房中，而網站方已經構成銷售偽劣商品與服務可以依法控告要求三倍價金賠償，其自稱的消費者「洩漏了秘密拿房間渠道」等責任推卸轉移屬於非法霸王條款，於法律上無效。

### 不可取消條款
去哪儿网有一隱藏不明顯的規定許多消費者不知，就是其一但下訂後有些訂單旅程看似能取消或更改，但其實是不能或極難取消，所以消費者操作全程不能有任何失誤或按錯日期等，否則會有極麻煩後續。業界統計2017-2018年两年去哪儿网投诉量20.65%，居生活服务电商投诉榜首。
上海《消费电子》杂志接到不少投訴，其中有案例就是消費者按錯日期事後發現要更改或取消，卻看盡客服臉色，之後客服看似同意取消不久後又回應稱不能，因為整個旅行供應鏈上涉及許多廠商，其中有一個廠商不同意取消就卡住，且站方以隱私為由不透漏是哪個廠商也不讓消費者直接聯絡，但後續消費者鬧到《法治周末》節目等媒體後，又獲得退款取消。
律師表示去哪儿的基本態度就錯誤，此案例中服務未發生前且長達一個月以上不是臨時取消，取消是消費者權利，並非網站方的一種「幫忙」或恩惠，中國《消费者权益保护法》第26条和《侵害消费者权益行为处罚办法》第12条都有規定，不可排除或者限制消费者提出修理、更换、退货、赔偿损失以及获得违约金和其他合理赔偿的权利。所以“订单不能取消”的条款属于“霸王条款”损害消费者的公平交易权。

### 被列为失信被执行人
2019年10月，因拒退保证金及利息，去哪儿网运营主体北京趣拿信息技术有限公司以“有履行能力而拒不履行生效法律文书确定义务，违反财产报告制度”为由，被浙江省永康市人民法院列为失信被执行人。10月18日，去哪儿网回应称此为法院误操作所致，已作出撤销处理。